# Episodi di Combat! (seconda stagione)
La seconda stagione della serie televisiva Combat! è stata trasmessa in anteprima negli Stati Uniti d'America dalla ABC tra il 17 settembre 1963 e il 21 aprile 1964.
| nº | Titolo originale                          | Titolo italiano | Prima TV USA      | Prima TV Italia |
| -- | ----------------------------------------- | --------------- | ----------------- | --------------- |
| 1  | The Bridge at Chalons                     |                 | 17 settembre 1963 |                 |
| 2  | Bridgehead                                |                 | 24 settembre 1963 |                 |
| 3  | Masquerade                                |                 | 1º ottobre 1963   |                 |
| 4  | The Long Way Home (Part 1)                |                 | 8 ottobre 1963    |                 |
| 5  | The Long Way Home (Part 2)                |                 | 15 ottobre 1963   |                 |
| 6  | The Wounded Don't Cry                     |                 | 22 ottobre 1963   |                 |
| 7  | Doughboy                                  |                 | 29 ottobre 1963   |                 |
| 8  | Glow Against the Sky                      |                 | 5 novembre 1963   |                 |
| 9  | The Little Jewel                          |                 | 12 novembre 1963  |                 |
| 10 | A Distant Drum                            |                 | 19 novembre 1963  |                 |
| 11 | Anatomy of a Patrol                       |                 | 26 novembre 1963  |                 |
| 12 | Ambush                                    |                 | 3 dicembre 1963   |                 |
| 13 | Barrage                                   |                 | 10 dicembre 1963  |                 |
| 14 | Thunder from the Hill                     |                 | 17 dicembre 1963  |                 |
| 15 | The Party                                 |                 | 24 dicembre 1963  |                 |
| 16 | Gideon's Army                             |                 | 31 dicembre 1963  |                 |
| 17 | The Pillbox                               |                 | 7 gennaio 1964    |                 |
| 18 | The General and the Sergeant              |                 | 14 gennaio 1964   |                 |
| 19 | The Eyes of the Hunter                    |                 | 21 gennaio 1964   |                 |
| 20 | The Hostages                              |                 | 28 gennaio 1964   |                 |
| 21 | Mail Call                                 |                 | 4 febbraio 1964   |                 |
| 22 | Counter-Punch                             |                 | 11 febbraio 1964  |                 |
| 23 | A Silent Cry                              |                 | 18 febbraio 1964  |                 |
| 24 | The Hunter                                |                 | 25 febbraio 1964  |                 |
| 25 | What Are the Bugles Blowin' For? (Part 1) |                 | 3 marzo 1964      |                 |
| 26 | What Are the Bugles Blowin' For? (Part 2) |                 | 10 marzo 1964     |                 |
| 27 | Weep No More                              |                 | 17 marzo 1964     |                 |
| 28 | The Short Day of Private Putnam           |                 | 24 marzo 1964     |                 |
| 29 | Rescue                                    |                 | 31 marzo 1964     |                 |
| 30 | Command                                   |                 | 7 aprile 1964     |                 |
| 31 | Infant of Prague                          |                 | 14 aprile 1964    |                 |
| 32 | The Glory Among Men                       |                 | 21 aprile 1964    |                 |